# Grèce aux Jeux olympiques d'hiver de 1984
La Grèce participe aux Jeux olympiques d'hiver de 1984 à Sarajevo en Yougoslavie du 8 au 19 février 1984. Il s'agit de sa dixième participation aux Jeux d'hiver et son équipe ne remporta pas de médaille.

## Résultats

### Ski alpin
| Athlète                 | Épreuve      | Manche 1 | Manche 1 | Manche 2 | Manche 2 | Total   | Total |
| Athlète                 | Épreuve      | Temps    | Rang     | Temps    | Rang     | Temps   | Rang  |
| ----------------------- | ------------ | -------- | -------- | -------- | -------- | ------- | ----- |
| Lazaros Arkhontopoulos  | Descente     |          |          |          |          | 2:03.93 | 59    |
| Andreas Pantelidis      | Descente     |          |          |          |          | 2:01.88 | 56    |
| Giannis Stamatiou       | Descente     |          |          |          |          | 2:01.79 | 55    |
| Giannis Stamatiou       | Slalom géant | 1:44.21  | 62       | 1:40.97  | 52       | 3:25.18 | 55    |
| Andreas Pantelidis      | Slalom géant | 1:39.57  | 54       | 1:39.87  | 50       | 3:19.44 | 51    |
| Ioannis Triantafyllidis | Slalom géant | 1:38.20  | 52       | 1:40.74  | 51       | 3:18.94 | 50    |
| Lazaros Arkhontopoulos  | Slalom géant | 1:35.36  | 51       | 1:35.65  | 49       | 3:11.01 | 49    |
| Andreas Pantelidis      | Slalom       | DSQ      | –        | –        | –        | DSQ     | –     |
| Ioannis Triantafyllidis | Slalom       | 1:09.21  | 47       | 1:04.68  | 27       |         |       |
| Giannis Stamatiou       | Slalom       | 1:06.82  | 43       | DSQ      | –        | DSQ     | –     |
| Lazaros Arkhontopoulos  | Slalom       | 1:04.16  | 40       | 59.80    | 25       | 2:03.96 | 25    |

### Ski de fond
| Épreuve | Athlète             | Course  | Course |
| Épreuve | Athlète             | Temps   | Rang   |
| ------- | ------------------- | ------- | ------ |
| 15 km   | Lazaros Tosounidis  | 57:09.7 | 78     |
| 15 km   | Dimitrios Biliouris | 56:07.7 | 77     |